# Barcelona Sporting Club 1987
Questa voce raccoglie le informazioni riguardanti il Barcelona Sporting Club nelle competizioni ufficiali della stagione 1987.

## Stagione
Nono titolo della sezione calcistica del Barcelona. Morales è il portiere titolare; Roberto Paredes, difensore paraguaiano, giunge in squadra nella parte finale della stagione, e nel suo reparto spicca per qualità di prestazioni la coppia di centrali Hólger Quiñónez-Tulio Quinteros. A centrocampo risulta rilevante il contributo di Toninho Vieira e di Ayrez, entrambi stranieri; in attacco emergono Lupo Quiñónez e Lorenzo Klinger, miglior realizzatore della squadra in campionato. In Serie A la squadra primeggia nel primo turno; si ripete nella seconda fase, che la vede qualificarsi al girone finale davanti al Filanbanco. Nel gruppo per l'assegnazione del titolo, formato da 4 squadre, per il Barcelona risulta determinante il punto bonus ottenuto nella seconda fase, che permette alla formazione di Guayaquil di superare il Filanbanco per una lunghezza. In àmbito internazionale il Barcelona si trova a disputare la Coppa Libertadores: superata la prima fase grazie al primo posto nel proprio gruppo (il 4), conclude la seconda fase in saldo negativo: 0 vittorie e 0 reti segnate nel girone che comprende América de Cali e Cobreloa.

## Maglie e sponsor
Lo sponsor ufficiale è Lotería Guayaquil.
| Casa | Trasferta |

## Rosa
| N. |                     | Ruolo | Calciatore              |
| -- | ------------------- | ----- | ----------------------- |
|    | Ecuador (bandiera)  | P     | Lucitanio Castro        |
|    | Ecuador (bandiera)  | P     | Walter Guerrero         |
|    | Ecuador (bandiera)  | P     | Víctor Mendoza Cevallos |
|    | Ecuador (bandiera)  | P     | Carlos Morales          |
|    | Ecuador (bandiera)  | D     | Claudio Alcívar         |
|    | Ecuador (bandiera)  | D     | Frank Granja            |
|    | Ecuador (bandiera)  | D     | Jimmy Izquierdo         |
|    | Ecuador (bandiera)  | D     | Fausto Klinger          |
|    | Ecuador (bandiera)  | D     | Pablo Martínez          |
|    | Ecuador (bandiera)  | D     | Jimmy Montanero         |
|    | Ecuador (bandiera)  | D     | Raúl Noriega            |
|    | Paraguay (bandiera) | D     | Roberto Paredes         |
|    | Ecuador (bandiera)  | D     | Johnny Proaño           |
|    | Ecuador (bandiera)  | D     | Hólger Quiñónez         |
|    | Uruguay (bandiera)  | C     | Washington Ayrez        |

| N. |                    | Ruolo | Calciatore        |
| -- | ------------------ | ----- | ----------------- |
|    | Ecuador (bandiera) | C     | Wilmer Cordero    |
|    | Ecuador (bandiera) | C     | Juan Madruñero    |
|    | Ecuador (bandiera) | C     | José Miranda      |
|    | Ecuador (bandiera) | C     | José Muñoz        |
|    | Ecuador (bandiera) | C     | Tulio Quinteros   |
|    | Ecuador (bandiera) | C     | Joffre Sánchez    |
|    | Brasile (bandiera) | C     | Toninho Vieira    |
|    | Ecuador (bandiera) | C     | Luis Eduardo Vaca |
|    | Ecuador (bandiera) | C     | Galo Vásquez      |
|    | Ecuador (bandiera) | A     | Mauricio Argüello |
|    | Ecuador (bandiera) | A     | Lorenzo Klinger   |
|    | Ecuador (bandiera) | A     | Luis Ordóñez      |
|    | Ecuador (bandiera) | A     | Lupo Quiñónez     |
|    | Uruguay (bandiera) | A     | Walkir Silva      |
|    | Ecuador (bandiera) | A     | Manuel Uquillas   |

## Statistiche

### Statistiche di squadra
| Competizione       | Punti | Totale | Totale | Totale | Totale | Totale | Totale |
| Competizione       | Punti | G      | V      | N      | P      | Gf     | Gs     |
| ------------------ | ----- | ------ | ------ | ------ | ------ | ------ | ------ |
| Serie A            | 70    | 50     | 28     | 11     | 11     | 69     | 39     |
| Coppa Libertadores | 8     | 10     | 4      | 0      | 6      | 8      | 18     |
| Totale             | 78    | 60     | 32     | 11     | 17     | 77     | 57     |